# Vicinia

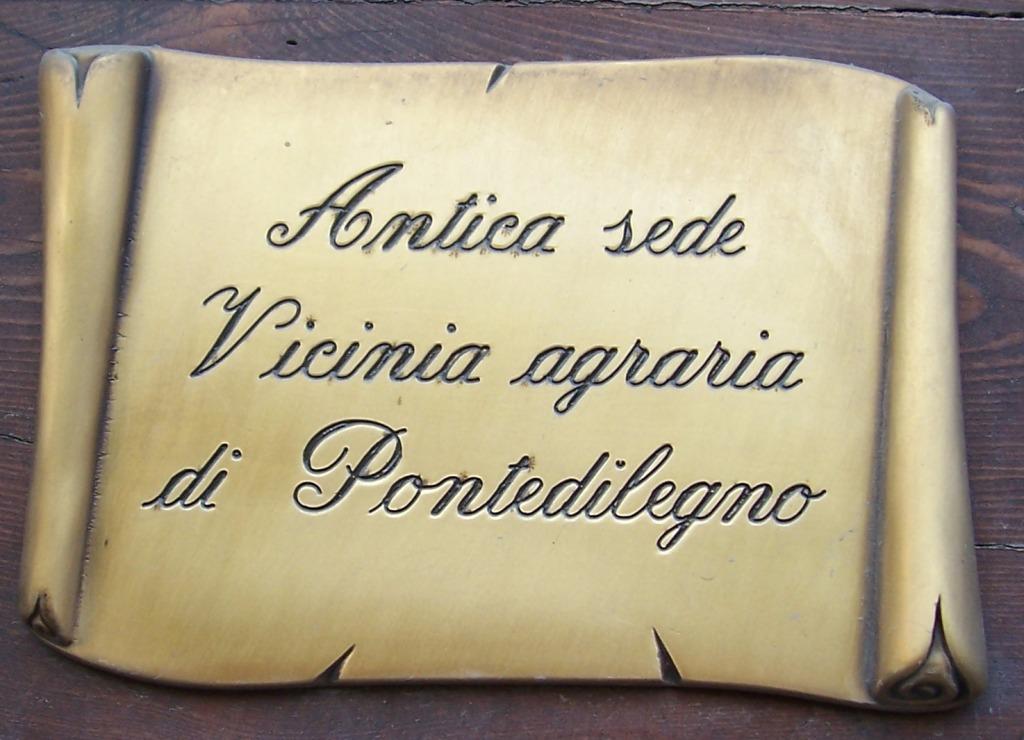
Ponte di Legno - vicinia

Vicinia (pronunciato vicìnia o vicinìa) è un termine utilizzato per indicare un insieme di persone abitanti nella medesima località con interessi o beni comuni legati da un vincolo giuridico. Nel medioevo indicava particolari comunità di vicini, dotate di proprietà terriere comuni ed esercitanti alcune prerogative e funzioni pubbliche tramite assemblee e organi rappresentativi. Nelle regioni alpine e prealpine d'Italia è rimasto in uso ad indicare alcune comunità agrarie dotate di proprietà comuni ed amministrate tramite assemblee vicinali.

## Storia

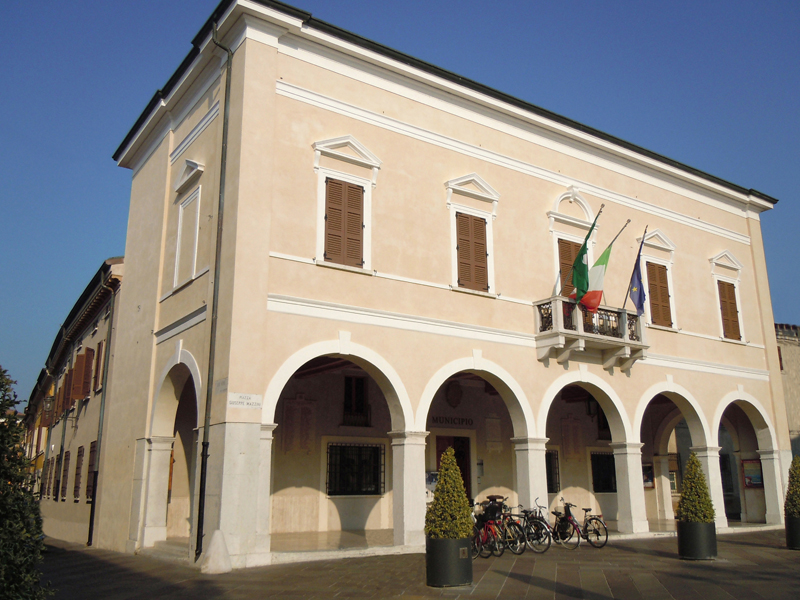
Castel Goffredo, Palazzo Municipale con la loggia dove si riuniva la vicinia.

Nel medioevo la vicinia era lo spazio dove si conduceva la vita quotidiana, spesso conteneva una chiesa, da cui prendeva il nome, e le botteghe. Vi vivevano famiglie per intere generazioni, di indifferente ceto sociale, «era un nucleo di densa solidarietà sociale», nella vicinia era nelle assemblee che si discutevano e decidevano le regole. Queste assemblee prendevano anche nome di vicinanze, università agrarie, o terrazzani.
Originariamente indicava l'insieme degli abitanti di un medesimo vicus ("villaggio" in latino) che si erano dati un'organizzazione comune al fine di regolare le attività agricole e sfruttare le fonti idriche e terre incolte. Talora potevano arrivare a rivendicare alcuni diritti nei confronti dei signori rurali e darsi una struttura politica, costituendo così un comune rurale.
Era consuetudine ritenere "vicini" gli abitanti originari di una località. Essi erano i discendenti di famiglie che abitavano ab immemorabili nella località. Agli originari si contrapponevano i forestieri.

## Diffusione geografica

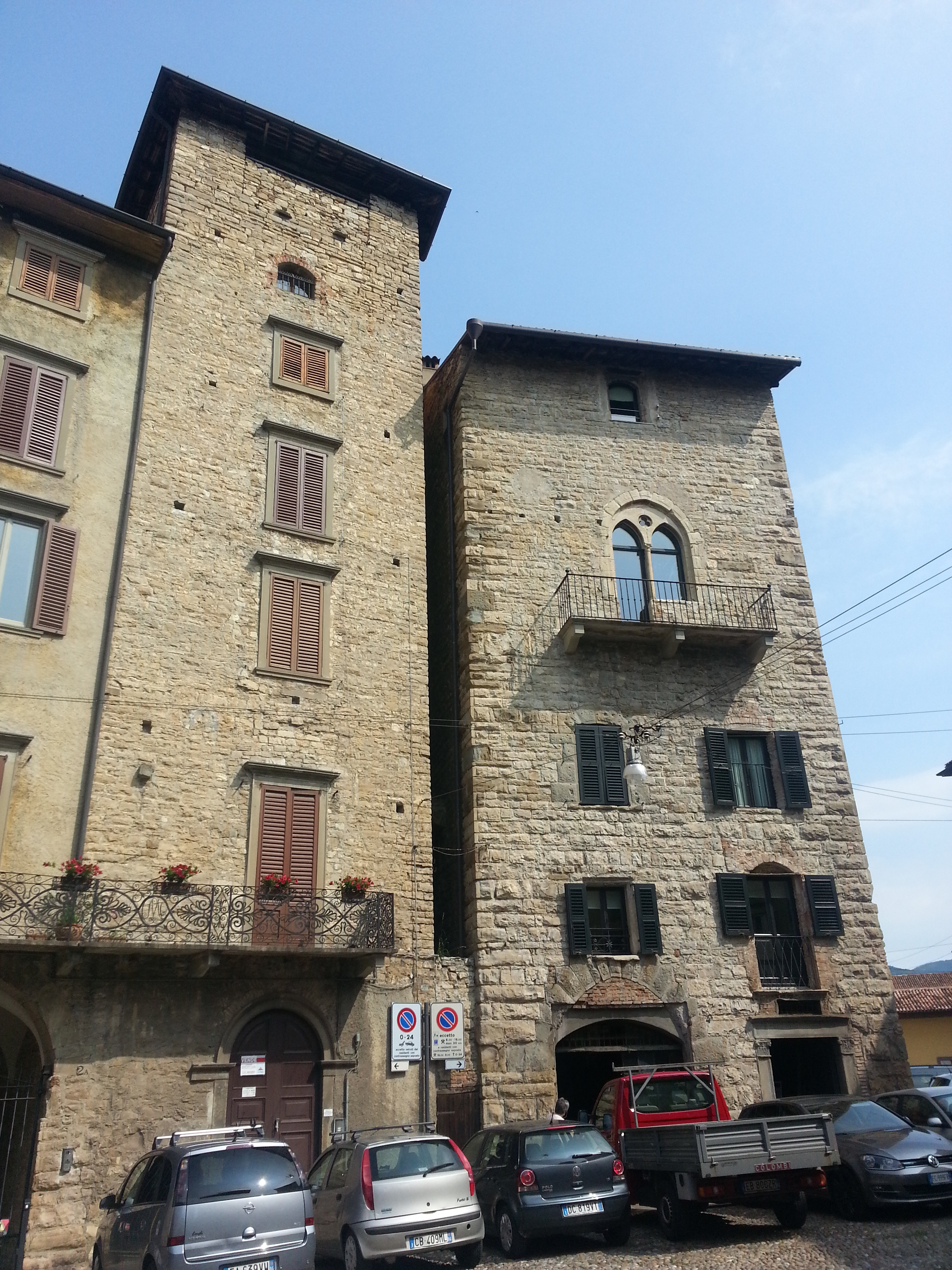
Vicinia di San Pancrazio in Bergamo - Piazza mercato del fieno

Il termine vicinia assume diversi significati a seconda del contesto: in ambiti urbani, come a Brescia o Bergamo, indicava una specie di comitato di quartiere. In ambiti rurali aveva un significato simile all'odierna amministrazione comunale. La vicinia di San Pancrazio a Bergamo, è quella che ha conservato un'abbondante documentazione che permette la ricostruzione di come si sia evoluta nel tempo questa forma di società urbana, a sostegno dei comuni.
Detta anche "Assemblea dei Vicini", fu un'istituzione sociopolitica e amministrativa diffusa nella Lombardia orientale e Slavia Friulana, paragonabile con le Almenden (Patriziato) in Svizzera, le Università agricole in Emilia e Romagna, le Università agrarie in Lazio, le Regole del Cadore e dell'Ampezzano o la Magnifica Comunità di Fiemme, in Altopiano dei Sette Comuni e altre Regole in Trentino. In Slavia Veneta erano chiamate sosednja.
Esempi di vicinie sono le Vicinie della Valcamonica e alcune Magnifiche Comunità come quelle di Cadore, Folgaria, Fiemme e Locarno.